# Johan Berlin
Johan Berlin, född 1971 i Norrköping, är en svensk musiker. Han grundade bland annat progressive metal-bandet Timescape och har varit bandmedlem i Eclipse.